# 다나카 겐스케
다나카 겐스케(일본어: 田中 賢介, 1981년 5월 20일 ~ )는 일본의 전 프로 야구 선수이자 야구 해설가이며 야구 평론가이다. 홋카이도 니혼햄 파이터스 스페셜 어드바이저이며 특별고문 이기도 하다.

## 인물

### 프로 입단 전
초등학교 2학년 때부터 야구를 시작해 중학교 시절부터 경식 야구를 시작했다. 고등학교는 히가시후쿠오카 고등학교에 진학해 1년 선배인 무라타 슈이치나 오노 류지와 함께 팀 동료가 된다. 2학년 때인 1998년에는 제70회 선발 고등학교 야구 대회에 출전하면서 3차전인 요코하마 고등학교전에서 마쓰자카 다이스케에게 완봉패를 당했지만 다나카는 경기에서의 선두 타자로서 1개의 안타를 때렸다. 제80회 전국 고등학교 야구 선수권 대회, 제81회 전국 고등학교 야구 선수권 대회에도 출전했지만 모두 첫 경기에서 패했다.
이듬해 1999년에 열린 프로 야구 드래프트 회의에서는 2순위 지명으로 닛폰햄 파이터스, 주니치 드래건스, 세이부 라이온스 등 3개 구단이 경합한 끝에 드래프트 직전 감독으로 취임한 오시마 야스노리 감독의 희망으로 닛폰햄에 입단했다.

### 프로 입단 후

#### 2000년 ~ 2003년
입단 당시부터 타격 센스에 대한 높은 평가를 받았지만 수비에서는 과제를 안게되면서 1군에 정착하지 못하고 있었지만 1년차(2000년)부터 2군에서 타율 3할 1푼 3리를 기록했고 9월에는 1군에 승격하여 프로 첫 안타를 기록했다. 이듬해 2001년은 시즌 개막을 1군에서 맞이하여 개막전인 3월 24일 오사카 긴테쓰 버펄로스와의 경기에서는 9회에 대타로서 출전해 프로 데뷔 후 처음으로 홈런을 때려냈다. 개막전에서의 대타 홈런은 퍼시픽 리그에서는 9번째였지만 프로 첫 홈런에 한해서는 1989년의 히로나가 야스타카 이래 3번째이다. 당시 주전 3루수였던 가타오카 아쓰시가 부상당했기 때문에 다음날의 개막 2경기째에 처음으로 선발에 기용되는 등 3월 31일부터 4월 6일까지 6경기 연속으로 3번 타자를 맡았지만 뚜렷한 성적을 남기지 못했다. 2002년과 2003년은 1군과 2군을 오가는 상황이 계속되었다.

#### 2004년
1군에서 일시적으로 3할 대의 높은 타율을 유지하였지만 6월에는 사구에 의한 오른쪽 무릎 골절로 전력에서 이탈되었다. 그 해에는 21경기 출전에만 그쳐 13안타와 홈런 1개를 기록했다.

#### 2005년
1군에서 22경기에만 출전했지만 시라이 가즈유키 타격 코치로부터 지도를 받아 타격 이론의 재구축과 송구에 대한 어려움을 극복하면서. 2군에서는 3할 7리, 16개의 홈런을 기록하는 등 좋은 성적을 남겨 9월 28일의 1군 최종전(지바 롯데 마린스 전)에서 연장 11회에 프로 데뷔 이후 처음으로 끝내기 홈런을 때려냈다. 추계 스프링 캠프 이후 트레이 힐만 감독(당시)은 내년 시즌에 기대되는 선수라고 꼽았다.

#### 2006년
개막 이후부터 1군에 활약하면서 과제였던 수비가 개선되는 등 주로 대주자와 수비 요원로 기용되었다. 그 해 팀은 당초에 새로 입단한 외국인 선수 호세 머시어스를 2루수로서 예정하고 있었지만 뚜렷한 결과를 남길 수 없었기 때문에 머시어스나 기모토 구니유키, 가와시마 게이조 등과의 포지션 경쟁을 펼친 후 다나카가 5월 상순부터 2루수에, 같은 달 하순부터 2번 타자로서의 주전으로 정착했다.
처음으로 규정 타석을 채우면서 타율 3할, 21개의 도루, 리그 최다 희생타(34개)를 달성했고 일본 시리즈에서도 최다 기록을 경신한 6개의 희생타(5경기제에서는 사상 최다)를 기록해 팀의 일본 시리즈 우승에 기여했다. 2루수로서 골든 글러브상과 베스트 나인을 동시에 수상했다.

#### 2007년
시즌 개막 이후부터 타격 부진에 시달려 최종적으로는 2할 5푼 5리의 타율을 남기는 등 타격 성적이 급격하게 떨어졌고 전체 144경기에 출전하면서 퍼시픽 리그의 최다 기록이 되는 58개의 희생타, 도루도 자기 최다인 27개를 기록했다.

#### 2008년
그립을 어깨보다 아래에서 취하는 독자적인 타격 폼을 개조하여 개막 4경기째에 작년보다 늘어난 3개의 홈런을 때려냈다. 타율 3할 대를 넘지는 못했지만 자신으로선 처음으로 두 자릿수 홈런을 기록했을 뿐만 아니라 퍼시픽 리그에서는 유일하게 풀이닝 출전도 기록했고 88경기에서는 3번 타자로서 기용되었다. 제2회 월드 베이스볼 클래식의 1차 후보로 지명되었지만 대표팀 선수로 발탁되지 못했다.

#### 2009년
가네코 마코토로부터 닛폰햄 선수회장의 자리를 넘겨받았고 개막 이후부터 1번 타자를 맡아 타율이 3할 대는 넘지 않았지만 리그 최다인 79개의 볼넷, 개인 최다인 31개의 도루를 기록했다. 8월 21일에는 오른쪽 발목 통증으로 2년 만에 선발 엔트리에서 제외되었고(전 경기 출장은 2010년 8월 14일까지 계속) 그 해에는 680차례의 타석에 들어서 리그 기록을 46년 만에 갈아치웠다.
센트럴·퍼시픽 양대 리그의 규정 타석을 채운 선수로서는 유일하게 병살타를 단 한 개도 기록하지 않았다.

#### 2010년
리그 1위인 득점권 타율 4할 1푼 9리를 기록한 것 외에도 우완 투수와 상대할 때 3할 5푼 6리라는 높은 타율을 남길 정도의 강한 면모를 보여주는 등 시즌을 통해서는 높은 타율을 유지했다. 최종적으로 시즌 타율 3할 3푼 5리와 193 안타는 모두 개인 최고 기록이며, 퍼시픽 리그에서는 2위를 기록했다. 8월 15일 후쿠오카 소프트뱅크 호크스전에서는 결장했고, 2006년 6월 3일의 요코하마 베이스타스전부터 계속된 연속 경기 출장 기록은 역대 29위인 620경기로 마감했다.
그 해 국내 자유 계약 선수(FA) 자격을 얻어 시즌 종료 후에는 다음 시즌 이후의 메이저 리그에 도전하겠다는 입장을 밝혔지만 총액 7억 5천만 엔+성과급 지급으로 3년 재계약을 맺었다. 계약에는 메이저 리그 이적을 희망했을 경우에는 구단의 허락을 받은 뒤에 계약 해제할 수 있는 조항이 포함되어 있다.

#### 2011년
춘계 스프링 캠프에서는 오른손 지골 때문에 시즌 준비가 늦어졌고 6월 18일 히로시마 도요 카프전에서 6회에 도루를 하다가 왼쪽 발목을 다치는 등 정밀 검사에서 전치 4~6개월이라는 진단을 받아 시즌 중의 복귀는 이루지 못했다. 훼닉스 리그에서는 실전에 복귀, 1군의 경기에서는 클라이맥스 시리즈의 퍼스트 스테이지 1차전과 2차전에 1번·2루수로서 선발 출장했다.

#### 2012년
2012년 1월 17일, 삿포로TV방송 아나운서 니시모리 지호와의 결혼을 발표, 1월 30일에 결혼했다. 6월까지 3할 3푼 2리의 타율을 기록하며 수위타자의 자리를 놓고 경쟁하는 모습도 보였지만 8월 29일 세이부전에서의 수비 도중 나카지마 히로유키와 충돌을 일으키는 큰 부상(왼팔이 골절됨)을 입어 그대로 시즌을 마감해 포스트 시즌에는 출전할 수 없었다. 11월 6일, 해외 FA권을 행사한 메이저 리그에 도전하겠다는 입장을 밝히면서 계약 내용에는 메이저 리그에의 도전시 계약해지 조항이 삽입되어 있다. 이후 다나카는 기자회견에서는 다음과 같이 말했다.
| “ | 파워는 뒤떨어진다고 생각하지만 수비나 주루, 배트에 대는 기술 등 세세한 부분에서 어필하고 싶다. 다르빗슈와 상대하면 더욱 즐겁다... | ” |

## 상세 정보

### 출신 학교
- 히가시후쿠오카 고등학교

### 선수 경력
NPB
- 닛폰햄 파이터스·홋카이도 닛폰햄 파이터스(2000년 ~ 2012년, 2015년 ~ 2019년)

MLB
- 샌프란시스코 자이언츠(2013년)

### 기타 경력
- NHK 야구해설위원(2020년 ~ )
- 홋카이도 니혼햄 파이터스 스페셜 어드바이저 겸 특별고문(2020년 ~ )

### 수상·타이틀 경력
- 베스트 나인 : 6회(2006년, 2007년, 2009년, 2010년, 2012년, 2015년)
- 골든 글러브상 : 5회(2006년 ~ 2010년)
- 월간 MVP : 1회(2010년 6월)
- 월간 사요나라상 : 1회(2012년 3·4월)

### 주요 기록

#### 첫 기록
- 첫 출장 : 2000년 9월 12일, 대 세이부 라이온스 22차전(도쿄 돔), 7회초에 유격수로서 출장
- 첫 안타 : 2000년 9월 20일, 대 오사카 긴테쓰 버펄로스 26차전(도쿄 돔), 9회말에 가도쿠라 겐으로부터 좌전 안타
- 첫 홈런·첫 타점 : 2001년 3월 24일, 대 오사카 긴테쓰 버펄로스 1차전(도쿄 돔), 9회말에 나라하라 히로시의 대타로서 출장, 오쓰카 아키노리로부터 우월 2점 홈런
- 첫 선발 출장 : 2001년 3월 25일, 대 오사카 긴테쓰 버펄로스 2차전(도쿄 돔), 2번·3루수로서 선발 출장
- 첫 도루 : 2002년 5월 4일, 대 후쿠오카 다이에 호크스 7차전(도쿄 돔), 2회말에 2루 안착(투수 : 브래디 라지오, 포수 : 조지마 겐지)

#### 기록 달성 경력
- 통산 1000경기 출장 : 2012년 5월 9일, 대 지바 롯데 마린스 8차전(QVC 마린필드), 3번·2루수로 선발 출장 ※역대 450번째
- 통산 1000안타 : 2012년 6월 27일, 대 도호쿠 라쿠텐 골든이글스 8차전(도쿄 돔), 6회초에 미마 마나부로부터 단타 ※역대 268번째

#### 그 외의 기록
- 연속 타석 무병살타 : 862타석

2008년 8월 27일의 대 지바 롯데 마린스 21차전의 4번째 타석(투수는 다카기 고지)에서 병살타를 기록한 뒤 2010년 4월 6일의 대 도호쿠 라쿠텐 골든이글스 1차전의 3번째 타석(투수는 나가이 사토시)에서 병살타를 기록할 때까지 862타석·729타수에 걸쳐서 병살타가 없었다. 862타석은 1961년 ~ 1962년의 부스지마 쇼이치가 기록한 900타석에 뒤를 이었고 729타수나 부스지마가 기록한 795타수에 뒤를 이은 모두 퍼시픽 리그 역대 2위의 기록이다.
- 시즌 희생타 : 58개(2007년)

퍼시픽 리그 사상 최다이며 2011년 시즌 종료 기준, 프로 야구 역대 기록으로서는 1990년의 가와이 마사히로와 대등한 3위 기록.
- 시즌 타석 : 680타석

2009년, 퍼시픽 리그 역대 2위(2011년 기준), 프로 야구 역대 기록으로서는 2006년의 아오키 노리치카와 대등한 4위 기록.
- 일본 시리즈 최다 희생타 : 6개

2006년이며(2011년 기준), 5경기제에서는 시리즈 최다이자 5경기제 이 외에도 포함하면 최다 타이(3번째).
- 규정 타석 이상에서의 무병살타 : 2009년

2000년의 시미즈 다카유키 이후 역대 11번째이자 퍼시픽 리그에서는 5번째이다. 닛폰햄의 선수로서는 처음이며, 시즌 전 경기에 출전한 선수가 이 기록을 달성한 것은 1969년 후지타 다이라가 기록한 이후의 프로 야구 역대 2번째로 퍼시픽 리그의 선수로서는 사상 최초임.
- 올스타전 출장 : 3회(2008년, 2010년, 2012년)

### 등번호
- 3(2000년 ~ 2012년, 2015년 ~ 2019년)
- 37(2013년)

### 연도별 타격 성적
| 연 도     | 소 속     | 경 기 | 타 석 | 타 수 | 득 점 | 안 타 | 2 루 타 | 3 루 타 | 홈 런 | 루 타 | 타 점 | 도 루 | 도 루 자 | 희 생 번 | 희 생 플 | 볼 넷 | 고 4 | 사 구 | 삼 진 | 병 살 타 | 타 율 | 출 루 율 | 장 타 율 | O P S |
| --------- | --------- | ----- | ----- | ----- | ----- | ----- | ------- | ------- | ----- | ----- | ----- | ----- | -------- | -------- | -------- | ----- | ---- | ----- | ----- | -------- | ----- | -------- | -------- | ----- |
| 2000년    | 닛폰햄    | 5     | 5     | 5     | 0     | 1     | 0       | 0       | 0     | 1     | 0     | 0     | 0        | 0        | 0        | 0     | 0    | 0     | 2     | 0        | .200  | .200     | .200     | .400  |
| 2001년    | 닛폰햄    | 56    | 116   | 99    | 12    | 14    | 1       | 1       | 3     | 26    | 9     | 0     | 2        | 3        | 1        | 13    | 0    | 0     | 28    | 0        | .141  | .239     | .263     | .502  |
| 2002년    | 닛폰햄    | 60    | 177   | 158   | 18    | 40    | 7       | 4       | 0     | 55    | 10    | 3     | 2        | 9        | 0        | 9     | 0    | 1     | 36    | 2        | .253  | .298     | .348     | .646  |
| 2003년    | 닛폰햄    | 52    | 114   | 102   | 10    | 22    | 4       | 1       | 1     | 31    | 16    | 1     | 1        | 2        | 2        | 6     | 0    | 2     | 30    | 0        | .216  | .268     | .304     | .572  |
| 2004년    | 닛폰햄    | 21    | 45    | 40    | 4     | 13    | 3       | 2       | 1     | 23    | 7     | 1     | 0        | 2        | 0        | 2     | 0    | 1     | 7     | 1        | .325  | .372     | .575     | .947  |
| 2005년    | 닛폰햄    | 22    | 28    | 24    | 2     | 5     | 0       | 0       | 1     | 8     | 2     | 1     | 1        | 0        | 0        | 4     | 0    | 0     | 10    | 0        | .208  | .321     | .333     | .655  |
| 2006년    | 닛폰햄    | 125   | 450   | 376   | 68    | 113   | 10      | 6       | 7     | 156   | 42    | 21    | 7        | 34       | 4        | 30    | 0    | 6     | 60    | 3        | .301  | .358     | .415     | .773  |
| 2007년    | 닛폰햄    | 144   | 638   | 526   | 66    | 134   | 24      | 7       | 3     | 181   | 31    | 27    | 14       | 58       | 2        | 43    | 1    | 9     | 107   | 2        | .255  | .321     | .344     | .665  |
| 2008년    | 닛폰햄    | 144   | 638   | 536   | 89    | 159   | 32      | 9       | 11    | 242   | 63    | 21    | 7        | 26       | 3        | 62    | 2    | 11    | 80    | 4        | .297  | .379     | .451     | .831  |
| 2009년    | 닛폰햄    | 144   | 680   | 575   | 93    | 163   | 34      | 4       | 3     | 214   | 49    | 31    | 11       | 17       | 4        | 79    | 4    | 5     | 105   | 0        | .283  | .373     | .372     | .745  |
| 2010년    | 닛폰햄    | 143   | 662   | 576   | 88    | 193   | 24      | 4       | 5     | 240   | 54    | 34    | 10       | 7        | 5        | 72    | 4    | 2     | 66    | 6        | .335  | .408     | .417     | .825  |
| 2011년    | 닛폰햄    | 49    | 220   | 200   | 25    | 58    | 6       | 1       | 1     | 69    | 10    | 8     | 3        | 2        | 1        | 17    | 0    | 0     | 21    | 1        | .290  | .344     | .345     | .689  |
| 2012년    | 닛폰햄    | 114   | 505   | 457   | 49    | 137   | 14      | 3       | 3     | 166   | 32    | 13    | 9        | 8        | 3        | 35    | 2    | 2     | 36    | 2        | .300  | .350     | .363     | .713  |
| 2013년    | SF        | 15    | 34    | 30    | 4     | 8     | 0       | 0       | 0     | 8     | 2     | 2     | 0        | 0        | 0        | 4     | 0    | 0     | 3     | 0        | .267  | .353     | .267     | .620  |
| 2015년    | 닛폰햄    | 134   | 596   | 532   | 62    | 151   | 20      | 2       | 4     | 187   | 66    | 9     | 3        | 5        | 1        | 57    | 0    | 1     | 58    | 9        | .284  | .354     | .352     | .705  |
| 2016년    | 닛폰햄    | 143   | 626   | 541   | 61    | 147   | 14      | 1       | 2     | 169   | 53    | 22    | 8        | 3        | 4        | 69    | 3    | 9     | 56    | 4        | .272  | .361     | .312     | .674  |
| NPB: 15년 | NPB: 15년 | 1356  | 5500  | 4747  | 647   | 1350  | 193     | 45      | 45    | 1768  | 444   | 192   | 78       | 176      | 30       | 498   | 13   | 49    | 702   | 34       | .284  | .356     | .372     | .729  |
| MLB: 1년  | MLB: 1년  | 15    | 34    | 30    | 4     | 8     | 0       | 0       | 0     | 8     | 2     | 2     | 0        | 0        | 0        | 4     | 0    | 0     | 3     | 0        | .267  | .353     | .267     | .620  |

- 2016년 시즌 종료 기준.
- 굵은 글씨는 시즌 최고 성적.

### 연도별 수비 성적
| 연도      | 소속      | 2루  | 2루  | 2루  | 2루  | 2루  | 2루    | 유격 | 유격 | 유격 | 유격 | 유격 | 유격   | 외야 | 외야 | 외야 | 외야 | 외야 | 외야   |
| 연도      | 소속      | 경기 | 척살 | 보살 | 실책 | 병살 | 수비율 | 경기 | 척살 | 보살 | 실책 | 병살 | 수비율 | 경기 | 척살 | 보살 | 실책 | 병살 | 수비율 |
| --------- | --------- | ---- | ---- | ---- | ---- | ---- | ------ | ---- | ---- | ---- | ---- | ---- | ------ | ---- | ---- | ---- | ---- | ---- | ------ |
| 2005      | 닛폰햄    | 2    | 2    | 6    | 0    | 0    | 1.000  | 1    | 0    | 3    | 0    | 1    | 1.000  | 3    | 6    | 0    | 0    | 0    | 1.000  |
| 2006      | 닛폰햄    | 114  | 243  | 324  | 11   | 79   | .981   | 1    | 0    | 0    | 0    | 0    | .000   | 4    | 8    | 0    | 0    | 0    | 1.000  |
| 2007      | 닛폰햄    | 144  | 309  | 434  | 10   | 97   | .987   | -    | -    | -    | -    | -    | -      | -    | -    | -    | -    | -    | -      |
| 2008      | 닛폰햄    | 144  | 322  | 455  | 9    | 82   | .989   | -    | -    | -    | -    | -    | -      | -    | -    | -    | -    | -    | -      |
| 2009      | 닛폰햄    | 144  | 325  | 467  | 9    | 87   | .989   | -    | -    | -    | -    | -    | -      | -    | -    | -    | -    | -    | -      |
| 2010      | 닛폰햄    | 143  | 343  | 473  | 17   | 122  | .980   | -    | -    | -    | -    | -    | -      | -    | -    | -    | -    | -    | -      |
| 2011      | 닛폰햄    | 49   | 127  | 150  | 5    | 23   | .982   | -    | -    | -    | -    | -    | -      | -    | -    | -    | -    | -    | -      |
| 2012      | 닛폰햄    | 114  | 260  | 343  | 11   | 62   | .982   | -    | -    | -    | -    | -    | -      | -    | -    | -    | -    | -    | -      |
| 2013      | SF        | -    | -    | -    | -    | -    | -      | -    | -    | -    | -    | -    | -      | 9    | 6    | 0    | 0    | 0    | 1.000  |
| NPB : 8년 | NPB : 8년 | 854  | 1931 | 2652 | 72   | 552  | .984   | 2    | 0    | 3    | 0    | 1    | 1.000  | 7    | 14   | 0    | 0    | 0    | 1.000  |
| MLB : 1년 | MLB : 1년 | -    | -    | -    | -    | -    | -      | -    | -    | -    | -    | -    | -      | 9    | 6    | 0    | 0    | 0    | 1.000  |

- 2014년 시즌 종료 기준.
- 굵은 글씨는 시즌 최고 성적